# Kohei Fujita
Kohei Fujita (藤田 浩平 Fujita Kohei?, nacido el 19 de junio de 1989 en Hyogo) es un futbolista japonés que se desempeña como centrocampista.

## Trayectoria

### Clubes
| Club                | País  | Año         |
| ------------------- | ----- | ----------- |
| Kamatamare Sanuki   | Japón | 2012 - 2016 |
| Suzuka Unlimited FC | Japón | 2017 -      |

## Estadística de carrera

### J. League
| Club              | Año   | J. League | J. League | Copa J. League | Copa J. League | Total | Total |
| Club              | Año   | Part.     | Goles     | Part.          | Goles          | Part. | Goles |
| ----------------- | ----- | --------- | --------- | -------------- | -------------- | ----- | ----- |
| Kamatamare Sanuki | 2014  | 11        | 0         | -              | -              | 11    | 0     |
| Kamatamare Sanuki | 2015  | 19        | 0         | -              | -              | 19    | 0     |
| Kamatamare Sanuki | 2016  | 7         | 0         | -              | -              | 7     | 0     |
| Total             | Total | 37        | 0         | 0              | 0              | 37    | 0     |